# Paul Griffin (músico)
Paul Griffin (6 de agosto de 1937 – 14 de junio de 2000) fue un pianista y músico de sesión estadounidense que grabó con numerosos artistas durante las décadas de 1950 y 1960. 
Nació en Harlem (Nueva York), donde comenzó su carrera profesional como pianista del grupo de King Curtis. Tiempo después, trabajó con músicos como Bob Dylan (con quien grabó álbumes como Highway 61 Revisited y Blonde on Blonde), Steely Dan, Don McLean, The Isley Brothers, Van Morrison, The Shirelles y Dionne Warwick. También trabajó como arreglista en películas como The Warriors (1979) y Four Friends (1981) y tocó en la banda sonora de Blue Sunshine (1976). Griffin falleció el 14 de junio de 2000 en su hogar de Nueva York a los 62 años de edad.

## Discografía
- B. J. Thomas
  - Raindrops Keep Fallin' On My Head
- Bob Dylan
  - Like a Rolling Stone
  - Just Like Tom Thumb's Blues
  - Queen Jane Approximately
  - Positively 4th Street
  - Sitting on a Barbed Wire Fence
  - Can You Please Crawl Out Your Window?
  - One of Us Must Know (Sooner or Later)
- The Isley Brothers
  - Twist And Shout
- Chuck Jackson
  - Any Day Now
- Dionne Warwick
  - Walk On By
- John Denver
  - Rhymes & Reasons
  - The Eagle and the Hawk
- Richard Davis
  - Dealin' (Muse, 1973)
- Dizzy Gillespie
  - It's My Way (Solid State, 1969)
  - Cornucopia (Solid State, 1969)
- Bobbi Humphrey
  - Dig This! (Blue Note, 1972)
- Herbie Mann
  - Glory of Love (CTI, 1967)
- Brother Jack McDuff
  - Who Knows What Tomorrow's Gonna Bring? (Blue Note, 1970)
- Don McLean
  - American Pie (1971)
- Laura Nyro
  - Eli's Comin' (1968)
- Houston Person
  - Houston Express (Prestige, 1970)
- Bernard Purdie
  - Soul Is... Pretty Purdie (Flying Dutchman, 1972)
- Marlena Shaw
  - Marlena (Blue Note, 1972)
- Paul Simon
  - Tenderness
- The Shirelles
  - "Will You Still Love Me Tomorrow"
- Steely Dan
  - «The Fez» (The Royal Scam, 1976)
  - «Peg» (Aja, 1977)
- Sonny Stitt
  - Little Green Apples (Solid State, 1969)
  - Come Hither (Solid State, 1969)
- Stanley Turrentine
  - The Man with the Sad Face (Fantasy, 1976)
  - Nightwings (Fantasy, 1977)
- Cal Tjader
  - Soul Bird: Whiffenpoof (Verve, 1965)
- Charles Williams
  - Stickball (Mainstream, 1972)
- Jimmy Witherspoon
  - Blues Around the Clock (Prestige, 1963)